# 尖齿木蓝
尖齿木蓝（学名：Indigofera argutidens）为豆科木蓝属下的一个种。

## 扩展阅读
- 維基物種上的相關：尖齿木蓝